# Starch-Test
Der Starch-Test (nach Daniel Starch) ist ein Wiedererkennungstest zur Kontrolle der Werbewirkung.
Hierzu werden der Auskunftsperson einzelne Anzeigen aus Zeitungen, Zeitschriften aber auch redaktionelle Beiträge in Form einer künstlichen Zeitschrift vorgelegt, um zu ermitteln, welche Anzeigen sie schon einmal gesehen bzw. in geringerem oder größerem Umfang schon gelesen haben. Hierbei wird ermittelt, ob die Anzeigen ganz oder teilweise wiedererkannt werden.
Aus den Ergebnissen werden Rückschlüsse auf Interesse und mögliche Kaufabsichten gezogen. Der Starch-Test wird als Pretest vor der Schaltung einer Anzeige oder als Posttest zur Werbeerfolgskontrolle eingesetzt.